# Роберт Змелік
Роберт Змелік (чеськ. Robert Změlík, нар. 18 квітня 1969, Простейов, Чехословаччина) — чеський легкоатлет, що спеціалізується на багатоборстві, олімпійський чемпіон 1992 року. 

## Кар'єра
| Рік                        | Змагання                      | Місто                      | Місце                      | Дисципліна                 | Примітки                   |
| Представник Чехословаччина | Представник Чехословаччина    | Представник Чехословаччина | Представник Чехословаччина | Представник Чехословаччина | Представник Чехословаччина |
| -------------------------- | ----------------------------- | -------------------------- | -------------------------- | -------------------------- | -------------------------- |
| 1989                       | Чемпіонат Європи в приміщенні | Гаага, Нідерланди          | 13                         | стрибки у довжину          | 7.48 м                     |
| 1990                       | Чемпіонат Європи в приміщенні | Глазго, Велика Британія    | 9                          | стрибки у довжину          | 7.76 м                     |
| 1990                       | Чемпіонат Європи              | Спліт, Югославія           | 4                          | десятиборство              | 8249                       |
| 1991                       | Чемпіонат світу в приміщенні  | Севілья, Іспанія           | —                          | 60 метрів з бар'єрами      | DNF                        |
| 1991                       | Чемпіонат світу в приміщенні  | Севілья, Іспанія           | 6                          | стрибки у довжину          | 7.83 м                     |
| 1991                       | Чемпіонат світу               | Токіо, Японія              | 4                          | десятиборство              | 8379                       |
| 1992                       | Чемпіонат Європи в приміщенні | Генуя, Італія              | 2                          | семиборство                | 6118                       |
| 1992                       | Олімпійські ігри              | Барселона, Іспанія         | 1                          | десятиборство              | 8611                       |
| Представник Чехія          |                               |                            |                            |                            |                            |
| 1993                       | Чемпіонат світу в приміщенні  | Торонто, Канада            | —                          | семиборство                | DNF                        |
| 1993                       | Чемпіонат світу               | Штутгарт, Німеччина        | —                          | десятиборство              | DNF                        |
| 1995                       | Чемпіонат світу               | Гетеборг, Швеція           | 14                         | десятиборство              | 7963                       |
| 1996                       | Олімпійські ігри              | Атланта, США               | 7                          | десятиборство              | 8422                       |
| 1997                       | Чемпіонат світу в приміщенні  | Париж, Франція             | 1                          | семиборство                | 6228                       |
| 1997                       | Чемпіонат світу               | Афіни, Греція              | —                          | десятиборство              | DNF                        |